# Antonio Vodanovic
Antonio Andrés Vodanovic Paolinelli (Santiago, 2 de marzo de 1949) es un ingeniero comercial, locutor radial y presentador de televisión chileno, mayormente conocido por haberse desempeñado como animador del Festival Internacional de la Canción de Viña del Mar por 28 años consecutivos.

## Biografía
Hijo de inmigrantes croatas e italianos, sus padres querían para él una educación que le asegurara el promisorio futuro que ellos vinieron a buscar a Chile.
Fue alumno del Instituto de Humanidades Luis Campino. Al iniciar su paso por la educación superior, intentó optar por la carrera de medicina, pero sin lograr el puntaje necesario cambió de idea y decidió estudiar ingeniería comercial y derecho en la Pontificia Universidad Católica de Chile al lado de María Piedad Gumucio Eguiguren, con quien estuvo casado 28 años, y teniendo dos hijas: Carolina y Macarena.

## Vida profesional
Vodanovic tuvo su primera oportunidad en la televisión en 1972, cuando condujo Campeonato Estudiantil, programa que premiaba a diferentes talentos vocales de la época y que transmitía Canal 13. En aquel tiempo también trabajó como reportero para el programa Sábado Gigante.
Durante 18 años fue figura estelar de Televisión Nacional de Chile, además de conducir 17 versiones de Miss Chile y varias del Festival OTI de la Canción. Paralelamente, animó en horario estelar emisiones que marcaron a toda una generación de televidentes: La Gran Noche, El Gran Baile, La Gran Canción o Sabor Latino, el primer programa de la televisión chilena que logró cosechar importantes premios internacionales. 
A fines de los años 1978, Mario Kreutzberger -más conocido como Don Francisco- invitó al mundo artístico chileno a participar de una novedosa campaña benéfica denominada Teletón, que buscaba reunir US$ 1 millón para los niños en situación de discapacidad del país. Antonio Vodanovic fue la primera figura nacional que se comprometió a participar junto a Don Francisco en este desafío aún vigente, hecho que ha sido públicamente reconocido por Kreutzberger. 
En 1977 participó en el simbólico encuentro organizado por el Frente Juvenil de Unidad Nacional para celebrar el día de la juventud en la cima del Cerro Chacarillas de Santiago, en el cual Augusto Pinochet pronunció un discurso con los lineamientos de la nueva institucionalidad que regiría el Estado en los siguientes años. Vodanovic, como muchos líderes de derecha, validó su gestión.
A mediados de los años 1980 tuvo la posibilidad de internacionalizar su carrera televisiva, ya que fue presentador de diferentes programas de la cadena Spanish International Network (SIN) (actualmente Univisión) en los Estados Unidos, durante 10 años. Dentro de ese contexto, en 1989 condujo junto a Don Francisco, Mario Kreutzberger y Lucy Pereda el Festival OTI de la Canción.
En 1994 emigró a Megavisión, donde además de animar el Festival de la Canción de Viña del Mar, produjo y condujo el estelar Sal y pimienta por cuatro años, entre otros varios programas. 
Asimismo, en 1999 fue contratado por Canal 13, para animar nuevamente el Festival de Viña y trabajar en otros proyectos como Nace una Estrella, Maravillozoo, durante casi cinco años. En 2003, Canal 13, en el programa Por fin es lunes animado por Margot Kahl, quería replicar el concepto del trío de animadores —que fue muy exitoso con Viva el lunes— sumando a Antonio Vodanovic, ante lo cual Coco Legrand no aceptó y por ende no renovó contrato. La segunda temporada, que comenzó en octubre de 2002 con Kahl junto a Vodanovic en la conducción, a pesar de que tuvo menos audiencia que la primera, pero fue igualmente exitosa, lo suficiente para renovar el programa. La tercera temporada, estrenada en 2003, resultó desastrosa en audiencia; Por fin es lunes perdía por 19,1 puntos, contra los 29,9 de Cirugía de Cuerpo y Alma de Megavisión. Con estos resultados, Canal 13 decidió terminar el programa en la mitad de la temporada, en su sexto capítulo.
En años posteriores condujo (en sus primeras tres ediciones) el Festival de la Canción de La Serena, y participó en el programa de Canal 13, Locos por el baile (2006), donde salió eliminado en primera ronda.
Luego emigró a Chilevisión, en donde fue jurado de Talento chileno por varias temporadas y, posteriormente, animó el programa Hazme Reír en 2013.
Antonio regresa a las pantallas en 2020 como jurado del programa Yo soy, de Chilevisión.

## Festival de Viña del Mar
Su salto a la fama se produjo en 1976 cuando, por primera vez, animó el Festival Internacional de la Canción de Viña del Mar. Su carisma le permitió lograr una conexión única con el público y forjar una imagen propia, por su estilo de conducción y frases repetitivas que utilizaba en el certamen, entre las que destacan "Viña tiene Festival".
Su carrera de presentador estuvo siempre ligada al Festival de Viña, ya que cuando en 1994 la transmisión de este pasó a manos de Megavisión él también fue contratado por la estación privada. Asimismo, cuando la concesión del Festival recayó en Canal 13, en el año 2000 con la XLI edición del certamen, Vodanovic también se cambió de estación televisiva. Su última animación del Festival de Viña fue la versión del año 2004, tras 28 años con ese rol.
En la versión 50° del Festival Internacional de la Canción de Viña del Mar, en el año 2009, hizo su última aparición en el escenario de la Quinta Vergara, donde, entre la emotividad y la ovación del público, se despidió muy agradecido y con humildad, y el monstruo le otorgó la antorcha de plata. Cuando este se disponía a "ofrecerle" otros galardones, Vodanovic dijo que «con la antorcha era suficiente, pues con el cariño del público se llevaba todos los premios».[cita requerida]

## Labor ejecutiva
Vodanovic logró potenciar sus conocimientos profesionales con su labor televisiva. Fue así como a fines de los años 1970 y hasta 1982 se convirtió en gerente de Programación y gerente de Producción de Televisión Nacional de Chile, una de las estaciones televisivas más importantes del país, y medio de comunicación oficialista durante la dictadura militar de Augusto Pinochet Ugarte. En 1982, Vodanovic renunció a su cargo como gerente de programación y producción debido a diferencias con la dirección del canal tras la censura a la exhibición de la serie Holocausto, serie que TVN exhibría años después una vez que retornó la democracia en Chile.
Asimismo, en Chile ha tenido una amplia trayectoria en las radios Cooperativa, Aurora y Carolina, y como copropietario de las Radios Cien y Sintonía. Junto con lo anterior, cumplió labores de productor ejecutivo en la mayoría de sus programas.

## Programas

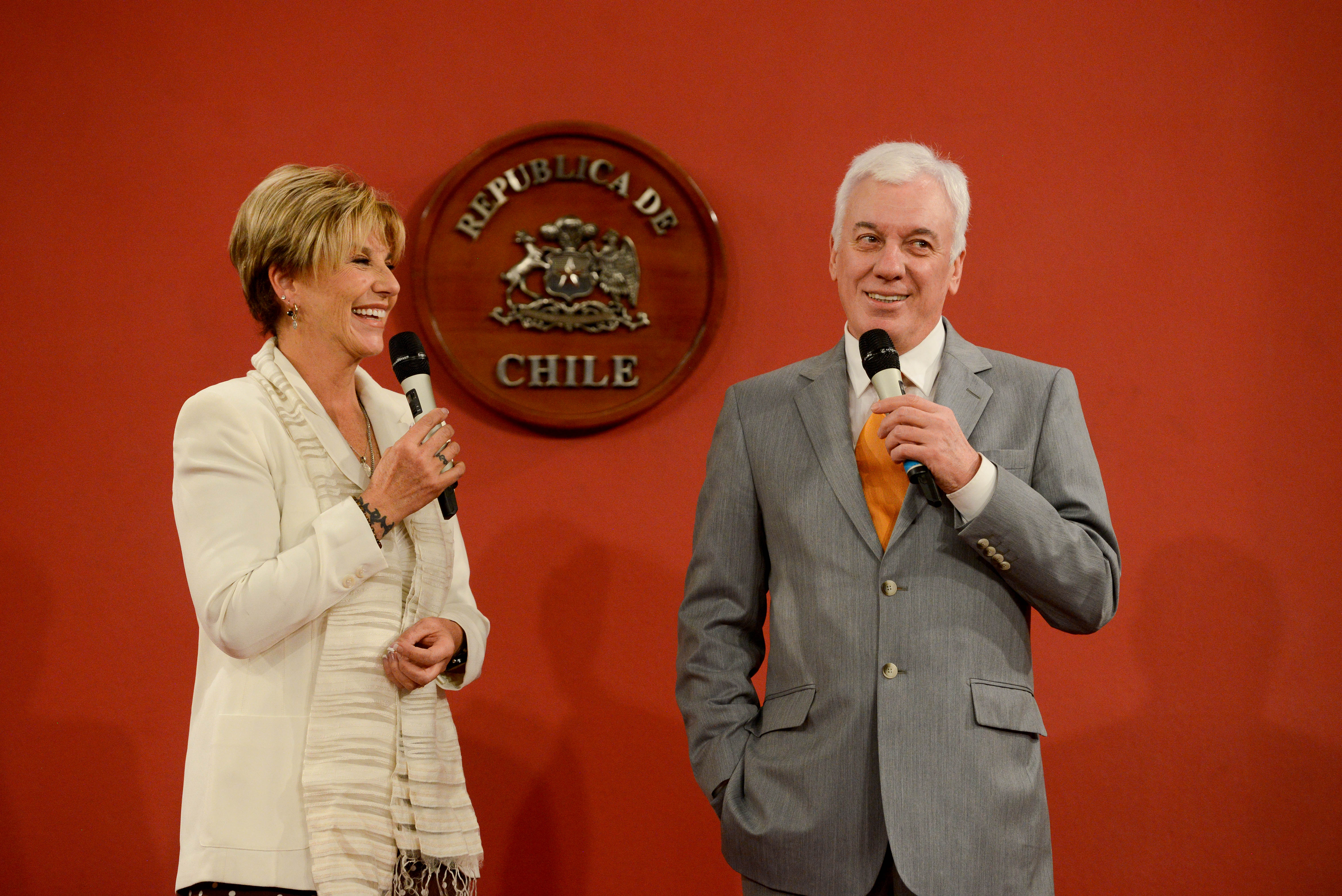
Paulina Nin y Antonio Vodanovic durante el día del locutor (2019).

### Telecanal
- Juntos en la noche (2008)

### TVN
- Zangandongo (1976)
- Bingo show (1976-1979)
- La canción de todos los tiempos (1977)
- Seis x seis millones (1977-1979)
- La gran canción (1978-1979)
- El gran baile (1980)
- Sabor latino (1981, 1987)
- La gran noche (1981)
- Permitido (1982)
- Cantanoche (1983-1985)
- Amigos siempre amigos (1983-1984)
- Marca registrada (1985-1986)
- En vivo (1986-1987)
- Con mucho gusto (1987)
- Siempre lunes (1988-1993)
- Miss Chile (Ediciones de 1976 a 1987)
- Festival Internacional de la Canción de Viña del Mar (1976-1993)
- Miss 17 (Ediciones de 1989 a 1992)

### Mega
- Sal y pimienta (1994-1997).
- Festival Internacional de la Canción de Viña del Mar (1994-1999).
- Miss 17 (Ediciones de 1995 a 1997).
- Miss Chile (Ediciones 1996 a 1997).

### Chilevisión
- Talento Chileno (2010-2012-2013-2014).
- Hazme reír (2013).
- Yo soy (2020-2023).
- Got talent Chile (2024-presente)

### Canal 13
- Sábados Gigantes (1970-1972).
- Campeonato estudiantil (1972-1975).
- Festival Internacional de la Canción de Viña del Mar (2000-2004).
- Nace una estrella (2000-2002).
- Miss Chile (Ediciones 2000 a 2002).
- Maravillozoo (2001-2002).
- Por fin es lunes (2002-2003).
- Viña, 50 años de festival (2009).

### Programas en otras estaciones
- Miss Verano Viña. Megavisión (1994-1999)
- El show de las estrellas (Segunda Cadena, 1981-1985).
- Estudio Philips (Argentina Televisora Color, 1984-1985).
- Festival de la OTI (Univisión, 1989).
- Premios "Lo Nuestro" (Univisión).

## Reconocimientos
- 1986: La alcaldesa de Viña del Mar, Eugenia Garrido, le concede la Gaviota de plata por animar por 10 años consecutivos el Festival Internacional de la Canción de Viña del Mar
- 2006: La Asociación Nacional de Televisión de Chile (ANATEL) le confiere el "Premio ANATEL", por su aporte a la industria televisiva del país.
- 2009: en los 50 años del Festival de Viña del Mar fue entregada la antorcha de plata por la labor en los 28 años en la animación del festival.
- 2023: En reconocimiento a su labor desde la primera Teletón; Teletón le entregó el galvano símbolo de los 45 años en la teleton de Chile.